# Klaus Schulz (Theologe)
Klaus Schulz (* 1948) ist ein lutherischer Theologe und Naturwissenschaftler (Biologie). Er ist emeritierter Professor für Biblische Theologie und wurde 2009 als erster Professor der neu gegründeten CVJM-Hochschule durch das Hessische Ministerium für Wissenschaft und Kunst berufen. Zugleich war er bis zu seiner Emeritierung als Prorektor Mitglied der Hochschulleitung.

## Leben
Klaus Schulz studierte nach dem Abitur am Otto-Hahn-Gymnasium in Herne Biologie und Chemie für die Lehrbefähigung zum Höheren Lehramt an der Philipps-Universität in Marburg. Auf das erste Staatsexamen folgte die Arbeit an der Promotion zum Dr. rer. nat. am Fachbereich Biologie, die er 1977 in Marburg beendete. Parallel dazu begann Schulz, entscheidend geprägt durch die Begegnung mit Klaus Vollmer, eine theologische Ausbildung am Missionsseminar der "Missionsanstalt Hermannsburg" (seit 1975 bekannt als Ev. luth. Missionswerk in Niedersachsen – ELM). Auf das erste theologische Examen (1977) folgte ein zweijähriges Vikariat in Niedersachsen und ein Auslandsvikariat an der Deutschen Evangelischen Gemeinde in San Matéo in Bogotá (Kolumbien). Nach erfolgreichem zweiten theologischen Examen wurde er theologischer Referent des Missionsdirektors der ELM. Im Anschluss daran arbeitete er als stellvertretender Leiter der "Mitarbeiterschule am Missionsseminar" und als Studienleiter im Studien- und Einkehrzentrum Hof Beutzen bei Hermannsburg. 1997 wurde Schulz als Visiting Professor am Lutheran Bible Institute in Seattle/USA angenommen und lehrte im Sommersemester das Fach Systematische Theologie. Nach der Ordination zum Pfarrer (im Ehrenamt) der Ev. Luth. Landeskirche Hannover wechselte Schulz 2003 an das CVJM-Kolleg in Kassel und wurde dort Dozent für theologische Fächer. Gemeinsam mit dem damaligen Generalsekretär Pfarrer Wolfgang Neuser trug er maßgeblich zur Gründung und dem Aufbau der CVJM-Hochschule bei. 2009 erfolgte die Berufung zum ersten Professor der CVJM-Hochschule im Lehrgebiet "Biblische Theologie". Schulz war bis zu seiner Emeritierung 2015 Prorektor der CVJM-Hochschule. Seit 2017 engagiert er sich als Präsident des Fördervereins "diehochschulpaten" für die Weiterentwicklung der CVJM-Hochschule.

## Auszeichnungen
- 2015: Goldenes Weltbundabzeichen des CVJM/YMCA[6]

## Mitgliedschaften
- Mitglied Expert/-innengruppe der Arbeitsgemeinschaft der Evangelischen Jugend (aej) zum Thema "Kompetenzprofil für zukünftiges professionelles Handeln von Fachkräften in der evangelischen Kinder- und Jugendarbeit und zukünftige Anforderungen an die Aus- und Fortbildung"[7]
- Präsident  "diehochschulpaten"

## Veröffentlichungen  (Auswahl)

### Monografien
- Zur Kenntnis der Gattung Jassargus ZACHVATKIN (Homoptera Auchenorrhyncha). Versuch einer phylogenetischen Analyse anhand morphologischer und funktioneller Befunde der ektodermalen Genitalarmaturen beider Geschlechter, zoogeographischer und ökologischer Daten. Dissertation zum Dr. rer. nat. Marburg/Lahn, 1976.

### Sammelbandbeiträge
- Sara lachte – und Abraham auch! Ein humorvoller Streifzug durch die Bibel. In: Ludewig, Hansgünter/Schur, Brigitte Theophila (Hrsg.) (2016): Wegzeichen: Festschrift für Reinhard Deichgräber zum achtzigsten Geburtstag. Norderstedt: BoD. 36-45. ISBN 978-3741276309
- David und Jonathan – Über das Wesen einer besonderen Beziehung. In: Gruppe 153 (Hrsg.) (2000): Gott als Freund. Wesel: Kawohl-Verlag. 7-38. ISBN 978-3880870628
- Gebet um Freundschaft – Betrachtungen zu einem Gedicht von Paul Gerhardt. In: Gremels, Georg (Hrsg.) (2001): Er führte mich hinaus ins Weite. Marburg: Francke. 157-165. ISBN  3-86122-489-5

### Journalbeiträge
- Rezension zu "Reinhard Deichgräber: Nicht umsonst gelebt. Eine Stimme für die Gescheiterten." In: Theologische Beiträge. Jg. 47 (16-1) 2016. 55.
- "Warum eigentlich beten? So selbstverständlich wie das Atmen und das Sprechen...". In: CVJM-Magazin. Jg. 167 (14) 2014. 6-7.
- Hilfe, ich muss mich entscheiden! – Das ICH in der Entscheidung. In: Mitarbeiterhilfe des CVJM. Jg. 63 (3) 2008. 25-29
- Amos, der Systemstörer (Amos 7, 10-17). In: Mitarbeiterhilfe des CVJM. Jg. 59 (5) 2004. 5-8
- Psalmen beten als Anleitung zur Seelsorge – Psalm 139. In: Mitarbeiterhilfe des CVJM. Jg. 59 (4) 2004. 22-26
- Identität – Bildmeditation zu Karl Schmidt-Rottluff "Der Künstler und seine Frau". In: Aufschlüsse – ZEIT-SCHRIFT für spirituelle Impulse – Jg. 2 (5) 2002. 8-17
- Habt acht auf eure Frömmigkeit – Auf der Suche nach einem christlichen Lebensstil. In: Aufschlüsse – ZEIT-SCHRIFT für spirituelle Impulse – Jg. 2 (2) 2001. 27-34
- Was ist eigentlich Kultur? In: Aufschlüsse – ZEIT-SCHRIFT für spirituelle Impulse – Jg. 1 (1) 2001. 17-24
- Religiöse Sehnsucht und spirituelle Banalität. In: Evangelische Aspekte. Jg. 11 (2) 2001. 30-33.
- Wer andere groß macht, wird selber groß. Über geistliche Begleitung. In: Mitarbeiterhilfe des CVJM. Jg. 62 (1) 2001. 16-20
- Ehrenamtliche leben länger – Das neue Interesse am Ehrenamt. In: Vision Mission – Zeitschrift des Missionsseminars Hermannsburg. (6), 1999. 35-37

### Vorträge
- Heilige Schrift. Wie wird das Heilige schriftlich? Wie wird Schrift heilig? Vortrag für die Stephanus-Stiftung der Stephanusgemeinde in Göttingen am 18. April 2018.[8]
- Weltgeschichte im Anthropozän – Christliche Mission vor dem Neuanfang. Vortrag im Rahmen der Tagung "Evangelischer Glaube ist global" bei Treffpunkt Clausthal am 6. Mai 2016 in Neukirchen/Knüll.[9]
- Ankerzeiten – worauf es im Leben ankommt: Zeitgemäß-evangelische Impulse.  Veranstaltung im Rahmen des 33. DEKT in Dresden.[10]
- Jugendevangelisation und Bildung. Vortrag beim Fachtag Jugendevangelisation 2012 des Evangelischen Jugendwerks Württemberg am 18. November 2012 in Stuttgart-Echterdingen.[11]